# Cheumatopsyche sexfasciata
Cheumatopsyche sexfasciata är en nattsländeart som först beskrevs av Georg Ulmer 1904.  Cheumatopsyche sexfasciata ingår i släktet Cheumatopsyche och familjen ryssjenattsländor. Inga underarter finns listade i Catalogue of Life.